# Protectorat d'Arabie du Sud
1963–1967
Entités précédentes :
- Protectorat d'Aden

Entités suivantes :
- République populaire du Yémen du Sud

Le protectorat d'Arabie du Sud est un regroupement d'États ayant un statut de protectorat sous l'administration de l'Empire colonial britannique. Il a existé de 1963 à 1967, avant de devenir la république populaire du Yémen du Sud, un État indépendant, à la suite du retrait des troupes britanniques du territoire.

## Histoire

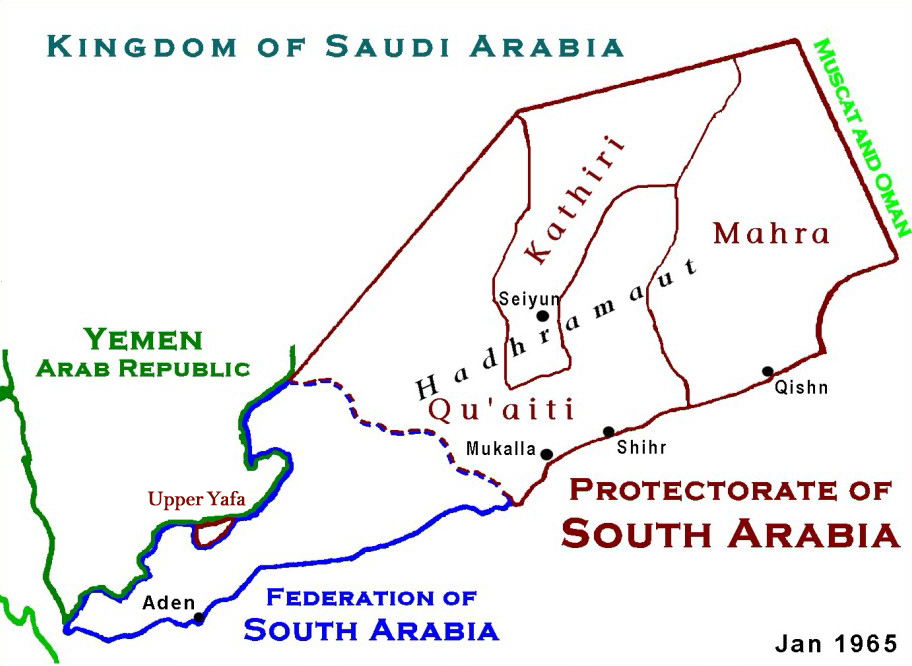
Carte du protectorat d'Arabie du Sud (en marron).

En 1959, plusieurs territoires se détachent du protectorat d'Aden pour former la fédération des émirats arabes du Sud, rebaptisée et étendue en 1962 sous le nom de fédération d'Arabie du Sud qui inclut dès l'année suivante l'État d'Aden. Quatre territoires choisissent de rester en dehors de la fédération, et sont donc connus pendant la période 1962–1967 sous le nom de protectorat d'Arabie du Sud. Il s'agit de l'État Quaiti de Shihr et Mukalla, de l'État kathiri de Sai'un, du sultanat Mahri de Qishn et Socotra, de l'émirat de sultanat Wahidi de Bir Ali Amaqin, et quelques-unes des entités du Haut Yafa (enclavées entre la Fédération et le Yémen) : État du Mawsata et cheikhats de Busi, Dhubi et Hadrami.
Les États du protectorat d'Arabie du Sud ont un moment envisagé de mettre sur pied une fédération concurrente de leurs voisins occidentaux, qu'ils projetaient de baptiser État du Hadramaout. Il fut également question d'une fédération entre cette nouvelle entité et l'Arabie saoudite, qui souhaitait disposer d'une fenêtre sur l'océan Indien.
En 1967, tant la fédération que le protectorat sont abolis et les anciens États traditionnels dissous dans la république populaire du Yémen du Sud.